# Jeszajahu Schwager
Jeszajahu Schwager (hebr. ‏ישעיהו שווגר; ur. 10 lutego 1946, zm. 31 sierpnia 2000) – izraelski piłkarz grający na pozycji obrońcy.
Przez całą karierę związany był z Maccabi Hajfa (1962–1976).
W reprezentacji Izraela zadebiutował 8 maja 1966 w wygranym 3:0 towarzyskim meczu z Finlandią. Wystąpił na Letnich Igrzyskach Olimpijskich 1968. W 1970 roku był w kadrze na mistrzostwa świata rozgrywane w Meksyku. Wystąpił we wszychtkich 3 meczach fazy grupowej: z Urugwajem (0:2), Szwecją (1:1) i Włochami (0:0).